# Salinas (ort i Brasilien, Minas Gerais, Salinas)
Salinas är en ort i Brasilien.   Den ligger i kommunen Salinas och delstaten Minas Gerais, i den östra delen av landet, 600 km öster om huvudstaden Brasília. Salinas ligger 472 meter över havet och antalet invånare är 25 746.
Terrängen runt Salinas är kuperad åt sydost, men åt nordväst är den platt. Salinas ligger nere i en dal som går i nord-sydlig riktning.
I omgivningarna runt Salinas växer huvudsakligen savannskog. Runt Salinas är det ganska glesbefolkat, med 21 invånare per kvadratkilometer.